# Begraafplaats van Frelinghien
De Begraafplaats van Frelinghien is een gemeentelijke begraafplaats in de gemeente Frelinghien in het Franse Noorderdepartement. De begraafplaats ligt aan de noordoostrand van de dorpskern. Het terrein heeft een langwerpig grondplan; centraal bevindt zich een kruisbeeld.

## Britse oorlogsgraven
Op de begraafplaats bevindt zich een klein Brits militair grafperk. Het telt 6 oorlogsgraven van gesneuvelden uit de Tweede Wereldoorlog. 4 graven zijn geïdentificeerd, 2 onbekend. De graven worden onderhouden door de Commonwealth War Graves Commission. In de CWGC-registers staat de begraafplaats als Frelinghien Communal Cemetery.